# Dedimar
Dedimar Souza Lima (São Gabriel, 27 de janeiro de 1976) é um treinador e ex-futebolista brasileiro, que atuava como zagueiro.

## Carreira

### Jogador
Começou a carreira profissional no Vitória em 1992 e logo ganhou notoriedade como um promissor lateral direito, fazendo parte das seleções Brasileiras sub-17 e sub-20, onde participou do Mundial Sub-20 em 1995.
No ano de 1997 teve o seu passe comprado pelo grupo Parmalat e atuou pela Juventude e pelo Palmeiras, ambos patrocinados pela empresa.
Mesmo o jogador atuando por clubes como: Palmeiras e Atlético-MG, Dedimar teve seu auge quando atuava pelo Santo André. Atuando pelo time do ABC paulista, o então capitão Dedimar foi um dos protagonistas da conquista da Copa do Brasil de 2004 contra o Flamengo em pleno Maracanã.
Teve duas passagens pelo futebol japonês, atuando pelo Júbilo Iwata em 1998 e pelo Tokyo Verdy em 2006.
Jogando como zagueiro, disputou o Paulistão 2008 pelo Clube Atlético Juventus.
Em maio de 2008, voltou para o Santo André e no começo de 2009 Dedimar encerra sua terceira passagem pelo time.
Em 2009, disputou o Campeonato Paulista pelo Guaratinguetá, e a Série B pelo Paraná.
No segundo semestre de 2010, volta ao Santo André, deixando a equipe poucos meses depois.
Em 2011, apareceu jogando pelo Concórdia.

### Treinador
Em 2013, inicia a carreira de treinador. no comando do Paulista e logo depois foi comandar o Santo André.
Em julho de 2017, foi anunciado como observador técnico do Bahia, onde ficou até julho de 2018.
Entre os anos de 2018 a 2021 trabalhou como observador técnico e coordenador de categorias menores do Palmeiras.

## Títulos
Vitória
- Campeonato Baiano: 1995 e 1996

Atlético-MG
- Copa Conmebol: 1997

Coritiba
- Campeonato Paranaense: 1999

Paulista
- Campeonato Brasileiro - Série C: 2001
- Campeonato Paulista - Série A2: 2001

Santo André
- Copa do Brasil: 2004